# Le Born (Lozère)
Le Born è un comune francese di 155 abitanti situato nel dipartimento della Lozère nella regione dell'Occitania.

## Società

### Evoluzione demografica
Abitanti censiti